# Antonio Pelayo
Antonio Pelayo Bombín (Valladolid, 11 de enero de 1944) es un sacerdote y periodista español, reconocido por su extensa trayectoria como corresponsal en el Vaticano y en Italia para Antena 3 y la revista Vida Nueva. Además, ejerce como asesor religioso de la Embajada de España ante la Santa Sede.

## Biografía

### Formación y primeros años
Pelayo cursó estudios eclesiásticos en la Universidad Pontificia Comillas y fue ordenado sacerdote en Madrid en 1968. Posteriormente, se graduó en periodismo en la Escuela Oficial de Periodismo (Madrid) en 1970. Inició su carrera periodística en el diario Ya y en el semanario Vida Nueva.

### Carrera profesional
En 1976, fue nombrado corresponsal de Ya en París, donde permaneció nueve años y llegó a ser presidente de la Asociación de la Prensa Extranjera en Francia durante dos años. En 1986, se trasladó a Roma para continuar su labor como corresponsal. Desde 1990, trabaja para Antena 3, cubriendo información relacionada con el Vaticano y la Iglesia Católica. A lo largo de su trayectoria, ha acompañado a los papas Juan Pablo II, Benedicto XVI y Francisco en numerosos viajes internacionales.

### Reconocimientos

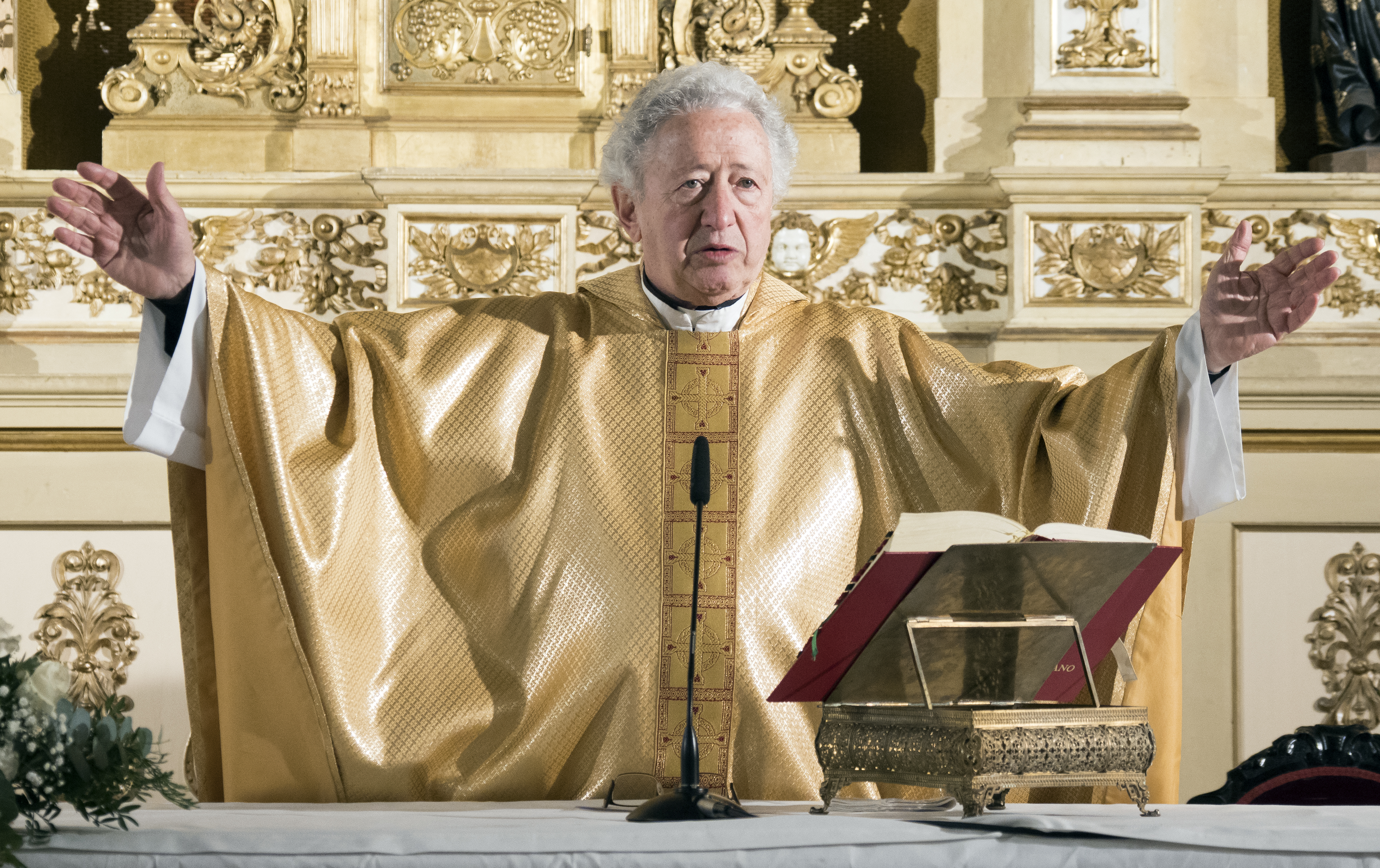
Antonio Pelayo celebrando misa en sus Bodas de Oro como sacerdote en 2018.

- Pregonero de la Semana Santa de Cuenca:  Elegido para dar el pregón de la Semana Santa de Cuenca en 2020 y aplazado hasta 2022 a causa de la Pandemia de Coronavirus.
- Gran Cruz de la Cruz Fidelitas: En 2019 recibió la Gran Cruz de la Cruz Fidelitas de manos del arzobispo Castrense de España Juan del Río. El acto de imposición de la condecoración militar tuvo lugar en el marco de la eucaristía con motivo de la patrona de los capellanes castrenses españoles, la Inmaculada Concepción, en la Iglesia Catedral de las Fuerzas Armadas en Madrid.
- Premio ¡Bravo! Especial: Otorgado por la Conferencia Episcopal Española en 2016, en reconocimiento a su trayectoria profesional en prensa, radio y televisión.[4]
- Premio Giuseppe De Carli: Concedido en 2017 por la Asociación Cultural Giuseppe De Carli, este galardón reconoce su amplia trayectoria en el ámbito de la información religiosa.[5]
- Premio Calabria: Otorgado por la Presidencia de la República Italiana, reconoce a Pelayo como uno de los mejores corresponsales extranjeros en Italia.[4]
- Premio del Club Internacional de Prensa de Madrid: Reconocimiento a su destacada labor periodística en el ámbito internacional.[4]
- Pregonero de la Semana Santa de Valladolid: En 2008, fue el encargado de pronunciar el pregón de la Semana Santa en su ciudad natal, Valladolid.[6]